# Estadio Almondvale
El Almondvale Stadium (también llamado Tony Macaroni Arena por motivos de patrocinio), es un estadio de fútbol ubicado en la ciudad de Livingston, West Lothian, Escocia, es desde 1995 la sede del club Livingston FC de la Premier League de Escocia. El estadio tiene un aforo de 10 100 espectadores.
Desde mayo de 2010, la compañía Braidwood Motor Company compra el derecho de nombre del recinto nombrándose este Braidwood Stadium. El contrato de los derechos del nombre fue durante tres años hasta el final de la temporada 2012/13. En junio de 2013, el nuevo patrocinador Energy Assets Group renombra el estadio como Energy Assets Arena. En septiembre de 2015, la cadena de restaurantes italianos Tony Macaroni adquirió los derechos de nombre del estadio, pasando este a llamarse Tony Macaroni Arena.

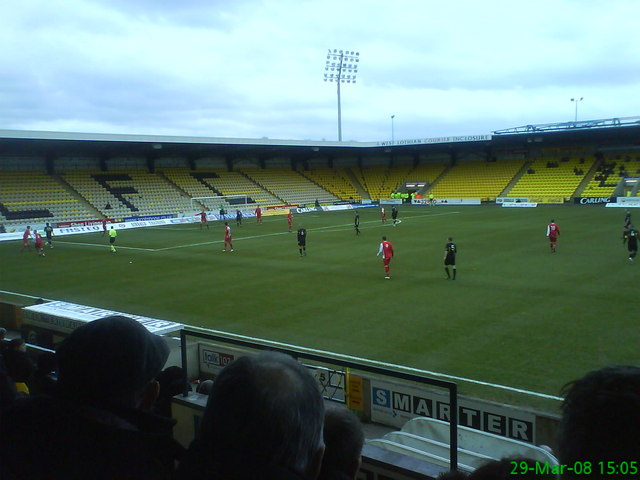
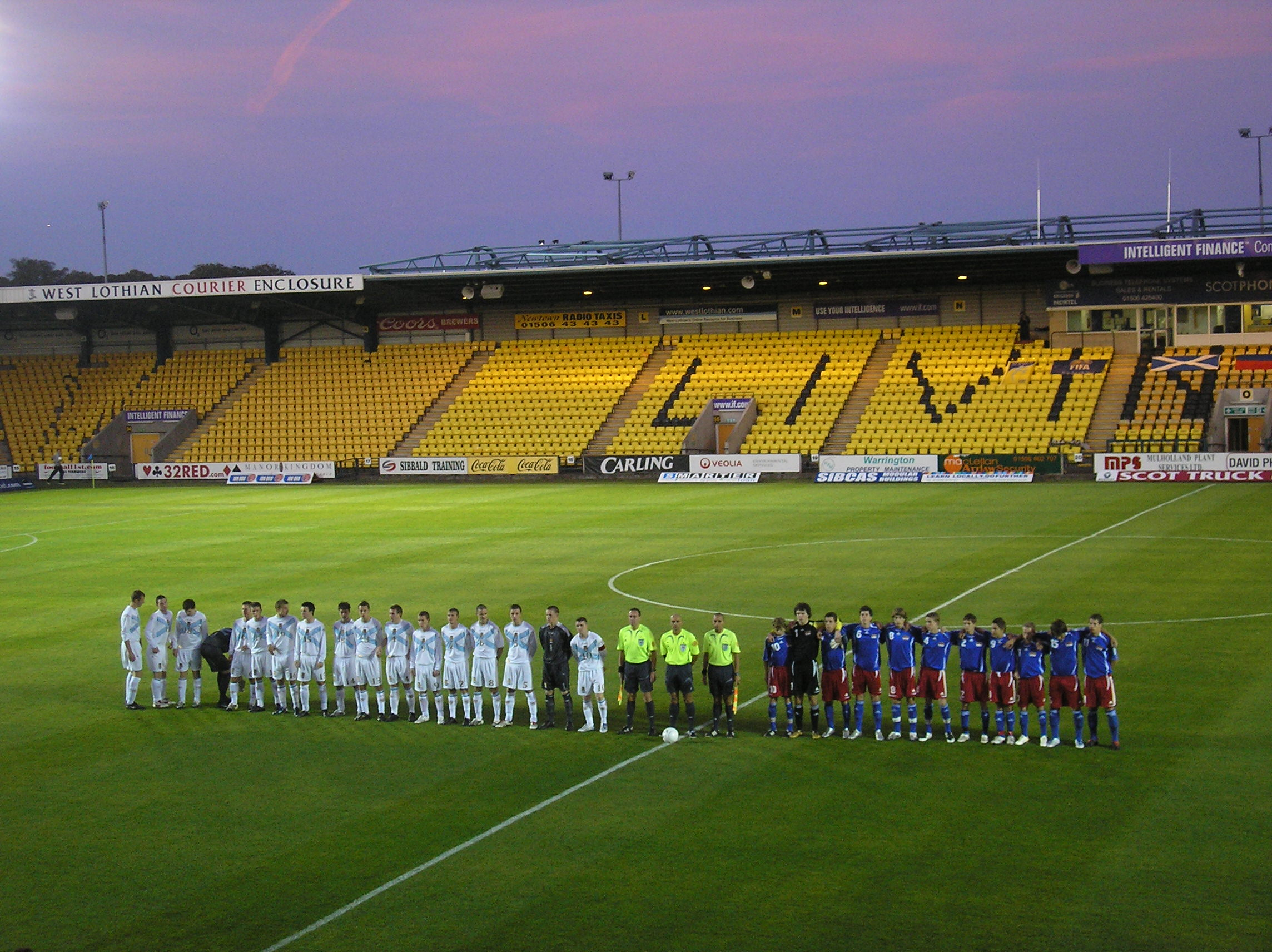